# یگان ۱۳۳
یگان ۱۳۳، یک واحد مخفی در حزب‌الله لبنان است که هدف آن، نظارت بر عملیات خارجی این گروه و انجام حملات تروریستی در اسرائیل، کرانه باختری، مصر و اردن است.